# یواس‌اس ال‌اس‌تی-۸۷۴
یواس‌اس ال‌اس‌تی-۸۷۴ (به انگلیسی: USS LST-874) یک کشتی بود که طول آن ۳۲۸ فوت (۱۰۰ متر) بود. این کشتی در سال ۱۹۴۴ ساخته شد.